# Julen Agirrezabala
Julen Agirrezabala Astúlez (* 26. Dezember 2000 in San Sebastián) ist ein spanischer Fußballspieler, der aktuell beim Erstligisten Athletic Bilbao spielt.

## Karriere

### Verein
Agirrezabala begann seine fußballerische Ausbildung 2014 bei Antiguoko, wo er bis 2018 in der U19 spielte. Anschließend wechselte er in die Jugendakademie von Athletic Bilbao, wo er lediglich ein Jahr verbrachte. Für ein weiteres Jahr spielte er beim Viertligisten CD Baskonia, wo er zu 18 Ligaeinsätzen kam. Ende Juli kehrte er zu Bilbao zurück und unterschrieb dort einen Vertrag bei der Zweitvertretung. In der Saison 2020/21 kam er in Spaniens dritter Liga zu 14 Einsätzen und spielte mit seiner Mannschaft unter anderem in der Aufstiegsphase mit. Am ersten Spieltag der Folgesaison 2021/22 stand er gegen den FC Elche über die vollen 90 Minuten auf dem Platz und gab somit sein Debüt in LaLiga. In den folgenden Jahren fungierte er als Ersatztorhüter hinter Stammtorwart Unai Simón und spielte regelmäßig in den Pokalspielen der Copa del Rey.

### Nationalmannschaft
Agirrezabala fungierte von 2021 bis 2023 als zweiter Torwart der spanischen U21-Nationalmannschaft. Sein erstes Länderspiel bestritt er am 8. Oktober 2021 im Rahmen eines Qualifikationsspieles zur U21-Europameisterschaft gegen die Slowakei. Nach erfolgreicher Qualifikation gehörte er im Sommer 2023 dem Mannschaftskader bei der Hauptrunde der Europameisterschaft an, welche die Mannschaft nach einer Niederlage im Finale gegen England als Vize-Europameister beendete. Während des Turniers kam Agirrezabala im dritten Gruppenspiel gegen die Ukraine zu einem Einsatz.